# Wakfu (série télévisée d'animation)
Pour les articles homonymes, voir Wakfu.
Wakfu (/wak.fu/) est une série télévisée d'animation française produite par Ankama Animations depuis 2008.
Elle se déroule dans le Krosmoz, univers des jeux vidéo Dofus, Wakfu et Waven. Elle se décline en quatre saisons, les deux premières diffusées de 2008 à 2012 sur France 3, la troisième sur France 4 en 2017 et la quatrième saison entre février et mars 2024 sur france.tv et Okoo.
Le 12 juin 2024, Ankama et FranceTV annoncent une saison 5. Un financement participatif commence le 12 février 2025 sur Kickstarter.

## Synopsis
Deux cents ans ont passé depuis le grand déluge qui a mis fin à l'âge des Dofus et transformé les continents de l'époque en archipels. Les eaux montent, la nature devient folle. Des choses se sont passées, d'autres se sont terminés, mais le Wakfu, l'énergie primordiale créatrice du monde est fortement perturbée par un être mystérieux.
Sur une petite île au large de la nation d'Amakna, se trouve un petit village perdu dans la forêt : Emelka. Dans ce petit village, démarrent les épopées d'un jeune garçon du nom de Yugo, qui vient de découvrir ses pouvoirs, mais aussi ses origines.

## Épisodes

### Première saison (2008-2010)
Dix ans ont passé après le commencement de l'avènement de la prophétie du Héros dans le MMORPG Wakfu.
C'est en l'an 981 que Yugo, un jeune enfant qui a été confié il y a 12 ans à Alibert, un aubergiste ex chasseur de primes, prend conscience de ses pouvoirs alors qu'il cuisinait :  il peut créer des portails de téléportation. À partir de cet instant il apprend de la part de son père adoptif, des révélations sur sa vraie famille qu'il gardait secret en l'attente de ce jour précis.

### Deuxième saison (2011-2012)
L'an 982, quelques mois après la bataille finale contre Nox, la Confrérie du Tofu se remet peu à peu de la mort de Tristepin, tombé au combat. Evangelyne entend sans arrêt Tristepin lui parler, lui dire de le sauver, mais personne ne la croit pensant qu'elle croit à des chimères. Elle part donc seule à Rubilaxia, lieu indiqué par Pinpin.
- Une suite qui se passe après la saison 2 se trouve en manga.

#### Manga
Plusieurs mois après la saison 2, Yugo et Adamaï vivent paisiblement aux côtés d'Alibert, avec Chibi et Grougaloragran. Mais c'est l'anniversaire de Yugo et Adamaï et tout ne va pas se passer comme ils l'avaient prévu.

### Épisodes spéciaux (2014)
L'an 988, voilà six ans que Yugo et ses amis ont sauvé le Monde des Douze de Nox et Qilby. Tous en ont profité pour mener une existence paisible, sans menace ni danger.

### Troisième saison (2017)
Plusieurs mois après leur combat titanesque contre les Dragons Primordiaux et Ogrest, Yugo, Tristepin et les membres de la Confrérie du Tofu mènent leur vie chacun de leur côté : Amalia se préoccupe du Royaume Sadida ; Evangelyne, de nouveau enceinte, et Tristepin élèvent leurs enfants Elely et Flopin ; quant à Ruel, il n’est jamais très loin de Yugo. Le jeune Eliatrope est à la recherche de son frère dragon, Adamaï, mais celui -ci a rejoint la Fratrie, une organisation aux desseins obscurs, dirigée par l’énigmatique Oropo. L’enlèvement d’Evangelyne et de Flopin signe la fin de l’accalmie pour la Confrérie du Tofu, qui part à leur poursuite sans se douter qu’ils vont devoir passer par de nouvelles épreuves.

### Quatrième saison (2024)
Après la bataille destructrice menée contre Oropo, mais aussi contre leurs propres démons, Yugo et ses amis se retrouvent aux portes de l’Ingloriom, le royaume des Dieux. La Confrérie du Tofu n’a pas le temps de se demander quel sort leur réservent les Douze Divinités pour ce sacrilège : le territoire flottant est dévasté. Ils ne savent pas s'il existe un lien entre la victoire qu’ils viennent de remporter et ce chaos.
- Sur un modèle similaire à la saison 2, une suite qui se passe après la saison 4 et la saison 5 en développement est disponible dans un format Webtoon et manga avec le nom "Wakfu: La Grande Vague"

### Cinquième saison (TBA)
Le 12 juin 2024, il a été officiellement annoncé par France Télévisions et Ankama Animations qu'une saison 5 est en production. Cette nouvelle saison devrait raconter les événements se situant entre la saison 4 et le manga "Wakfu : La Grande Vague", selon les dires d'Anthony Roux, scénariste de la série d'animation.
Le 5 février 2025 sort un teaser sur l'antagoniste pour la saison 5 ainsi que l'annonce d'un financement participatif sur Kickstarter, la semaine suivante. La première bande-annonce est disponible le 12 février 2025. Le même jour, le Kickstarter atteint l'objectif minimum de 500 000€.
L'antagoniste de la saison 5 est le comte Harebourg qui semble avoir fusionné avec l'Eliacube[pertinence contestée].

#### Wakfu: La Grande Vague
Grâce à la volonté des Sadidas et des Eliatropes, Toross Mordal et son armée de Nécromes ont été vaincus. Amalia est devenue reine du Royaume Sadida aux côtés de son mari, Yugo, roi des Eliatropes. Mais alors que la vie semble reprendre son cours normal, Yugo a des visions de plus en plus inquiétantes et Aurora, l'épouse du frère d'Amalia mort au combat, revient au royaume pour revendiquer le trône.
La suite de la saison 4 en Webtoon est disponible sur l'Ankama launcher (logiciel des jeux Dofus, Wakfu et Waven) et Allskreen à partir du 19 avril 2024. Une version physique format manga est aussi prévu à partir du 7 juin 2024 pour le tome 1.

## Distribution

### Personnages principaux
- Fanny Bloc (1re voix, saisons 1 à 4) puis Valentin Vincent (2e voix, saison 4) : Yugo (saisons 1 à 4)
- Adeline Chetail : Amalia Sheran Sharm (saisons 1 à 4)
- Patrick Béthune (1re voix, saisons 1 à 3) puis Xavier Fagnon (2e voix, saison 4) : Ruel Stroud (saisons 1 à 4)
- Geneviève Doang : Evangelyne (saisons 1 à 4)
- Thomas Guitard : Tristepin de Percedal (saisons 1 à 4)
- Dorothée Pousséo (1re voix, saisons 1 et 2 + ES) puis Jérémy Prévost (2e voix, saisons 3 et 4) : Adamaï (principal saisons 1 à 4 ; secondaire ES)
- Caroline Lallau : Elely (principale ES + saisons 3 et 4)
- Karl-Line Heller : Flopin (principale ES + saisons 3 et 4)
- Yoann Sover : Maître Joris (secondaire saisons 1 et 2, principal ES et saison 4)

Photos de certains des acteurs prêtant leur voix.
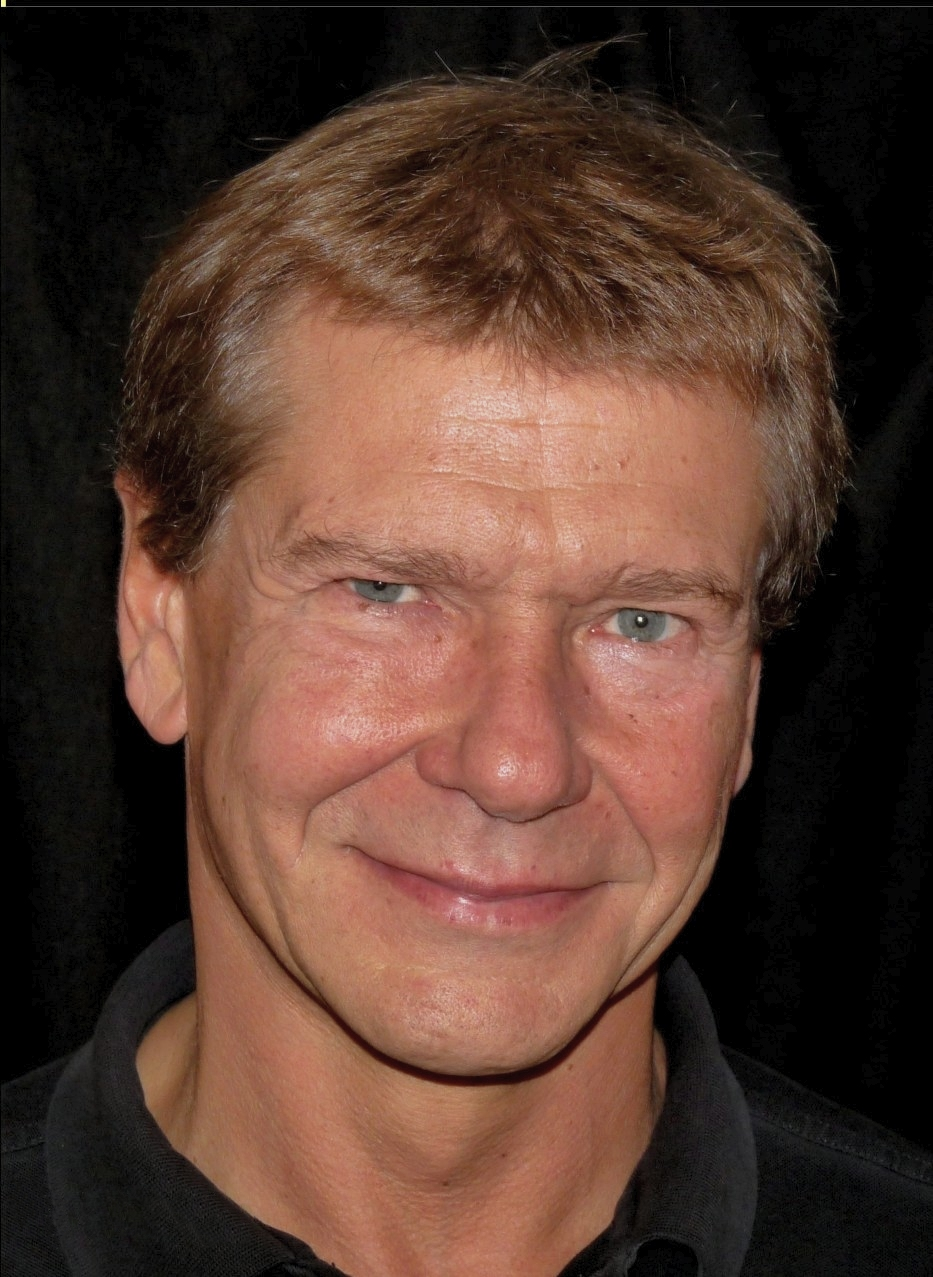
Patrick Béthune est la 1re voix de Ruel (saisons 1 à 3).
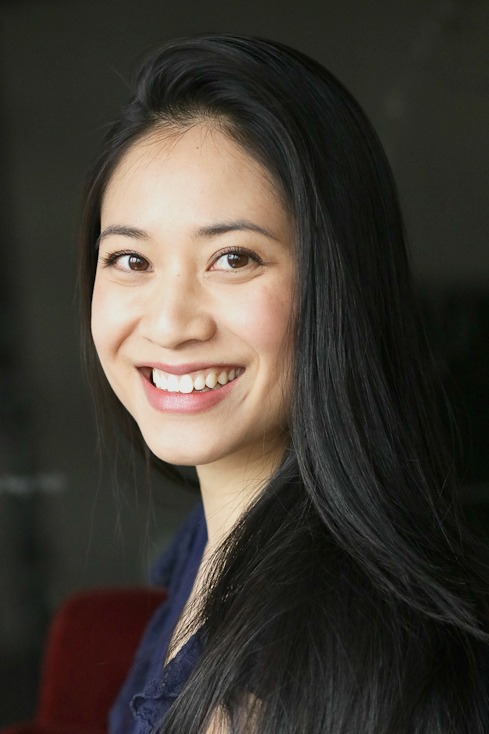
Geneviève Doang est la voix d'Evangelyne.
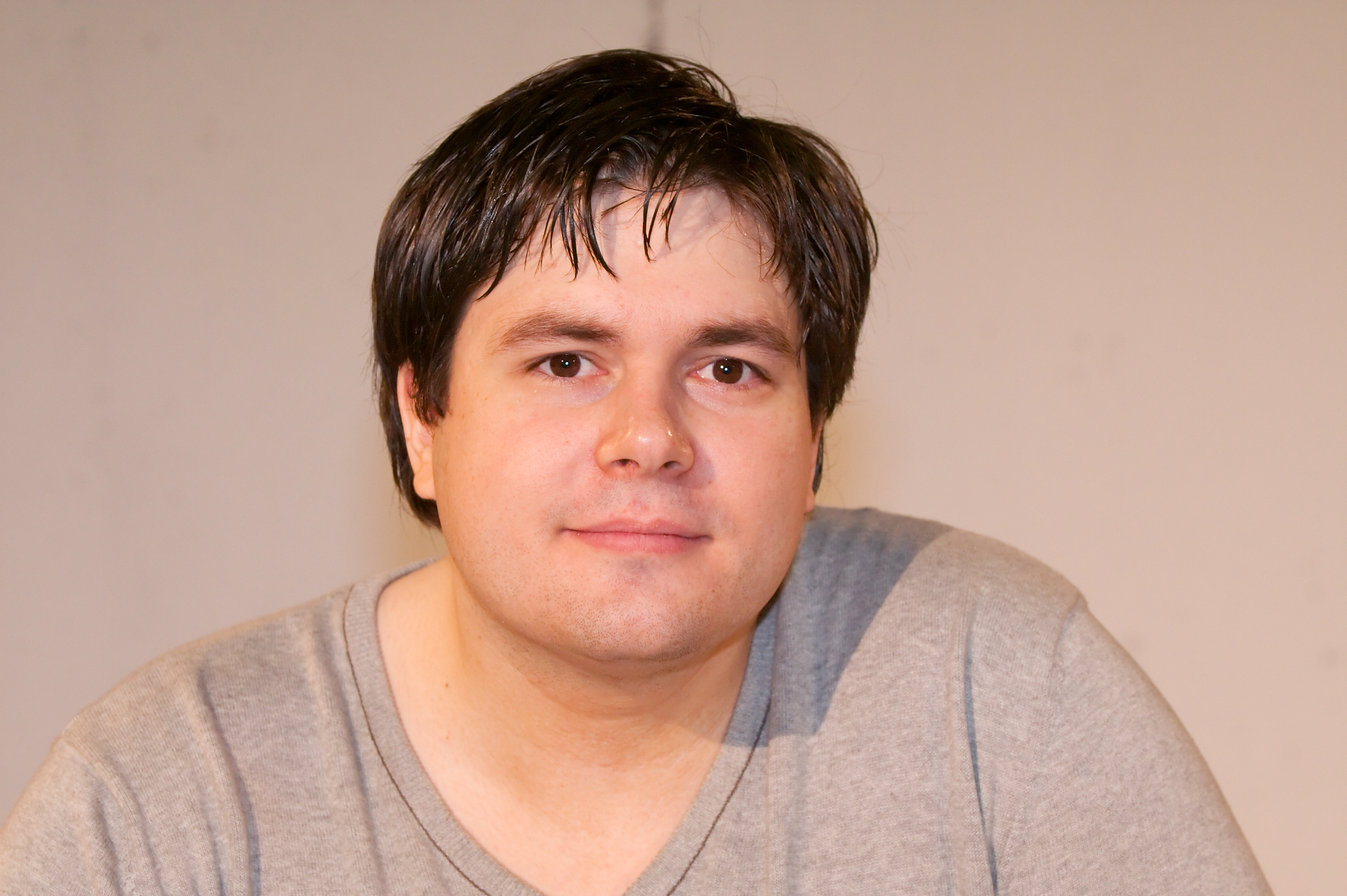
Thomas Guitard est la voix de Tristepin.

### Personnages secondaires
- Bruno Choël : Goultard (saisons 1 à 4 et ES)
- Benjamin Pascal : Nox (saisons 1 et 3) et Vampyro (saisons 1 et 2)
- Érik Colin (saison 2) puis Laurent Morteau (saisons 3 et 4) : Qilby (saisons 2 à 4)
- Thierry Mercier (saisons 1, 2 et ES) puis Paul Borne (saison 4) : Alibert
- Gérard Surugue : Rubilax (saisons 1 à 4)
- Cédric Dumond : le prince Armant (saisons 1 à 4 et ES), Jactance Alamogorda (1 et 2)
- Mathias Kozlowski : Kriss la Krass (saisons 1 et 2), Grany Smisse (saison 2 et ES)
- Philippe Dumond : le roi Sheran Sharm (saisons 1 à 3 et ES)
- Damien Da Silva : Grufon (saisons 1, 2 et ES)
- Bruno Magne : Jason (saisons 1 et 2)
- Malvina Germain : Ombrage (saisons 1 et 2)
- Mark Lesser : Otomaï (saison 1 et ES)
- Brigitte Lecordier : Ogrest (saison 1 et ES)
- Benoît Allemane puis Frantz Confiac : Grougaloragran (saison 1 et ES)
- Vincent Grass : Tolot (saison 1)
- Frédéric Cerdal : Calben (saison 1)
- Yann Guillemot : Jay et Jeram (saison 1)
- David Krüger : Remington Smisse (saison 2 et ES)
- Marc Alfos : Rushu (saison 2)
- Antoine Tomé : Anathar (saison 2)
- Karine Foviau : Maude alias le boufbowler masqué (saison 2)
- Maryne Bertieaux : Cléophée (saison 2)
- Claire Baradat : Elaine (saison 2)
- Martin Brieuc : Encre Noire (saison 2)
- Jean Barney : Phaeris (saison 2)
- Alexandre Gillet : le prince Adale (saisons 2 et 4)
- Déborah Perret : la générale Frida Mofette (saison 2), Déesse Eliatrope (saison 4)
- Sylvain Agaësse : le comte Harebourg (ES)
- Bernard Alane : Atcham (ES et saison 4)
- Jean-Claude Donda : Kerubim Crépin (ES et saison 4)
- Hélène Bizot : Echo (ES, saisons 3 et 4)
- Jonathan Amram (ES et saison 4) et Nathanel Alimi (saison 3) : Ush (ES, saisons 3 et 4)
- Franck Lorrain : Oropo (saisons 3 et 4)
- Pascal Casanova : Poo (saisons 3 et 4)
- Caroline Combes : Toxine (saison 3)
- Cathy Diraison : Arpagone (saisons 3 et 4)
- Emmylou Homs : Coqueline, Pin (saisons 3 et 4)
- Boris Rehlinger : Bump (saisons 3 et 4)
- Céline Melloul : Dathura (saisons 3 et 4)
- Youna Noiret : Nora (saison 4)
- Vincent Violette : Madagaskan (saison 4)
- Donald Reignoux : Efrim (saison 4)
- Lionel Tua : Toross Mordal (saison 4)

### Invités
- Mylène Maiorano : Mia (saison 1)
- Marc Cassot : le Chêne Mou (saison 1)
- Richard Darbois : Kabrok alias Le Corbeau Noir (saison 1)
- Claire Guyot : Miranda (saison 1)
- Jessica Barrier : la princesse Eenca (saison 1), la représentante Eniripsa (saison 4)
- Céline Ronté : la princesse Lela (saison 1)
- Audrey Le Bihan : la princesse Ydalipe (saison 1)
- Caroline Pascal : la princesse Erpel (saison 1)
- Marie-Eugénie Maréchal : Pecora, Galanthe (saison 1)
- Michel Vigné : Mandhal (saison 1), Chevalier Ténèbre (ES)
- Arnaud Laurent : Papris (saison 1)
- Malvina Germain : Matématé (saison 1)
- Élisabeth Fargeot : Nauséa (saison 1)
- Dolly Vanden : Sybannak (saison 1), Shanon Stone (saison 2)
- William Coryn : Xav le Boulanger (saison 1)
- Michel Mella : Posho (saison 1), Coffcoff (saison 1), le gouverneur d'Astrob (saison 4)
- Gérard Surugue : Ratafouine (saison 1)
- Serge Faliu : Gonar le Grand (saison 1)
- Caroline Espargilière : la vendeuse (saison 1)
- Constantin Pappas : Saule (saison 1)
- Gabriel Le Doze : Vieux Sadida (saison 1), Longue Queue (saison 1)
- Alisson Levray : Grouilleux (saison 1)
- Nathalie Régnier : Capitaine Flamme (saison 1)
- David Krüger : Smisse Mond (saison 1), Johnny Keu Johnny Tete (saison 2)
- Kelly Marot : la fille de Nox (saison 1), Lady Glagla (saison 2)
- Pierre Hatet : Drill (saison 1)
- Sauvane Delanoë : Mica
- Jennifer Fauveau : Lotie (saison 1), opératrices du prince Adale (saison 2)
- Olivier Martret : Moyenne Queue (saison 1)
- Benjamin Pascal : Marie-Jean (saison 2)
- Antoine Tomé : Actator (saison 2)
- Nessym Guetat : Tendynite (saison 2)
- Bernard Tiphaine : le procureur (saison 2)
- Bernard Bollet : le juge Rouflaquette (saison 2)
- Régis Lang : Albarus (saison 2)
- Vincent Ropion : Chevalier Justice (saison 2)
- Maël Davan-Soulas : Riglesse (saison 2)
- Perrette Pradier : Moumoune (saison 2)
- Jean-Pierre Michaël : Pandiego De La Vega (saison 2)
- Edgar Givry : Phil Harmonic (saison 2)
- Paolo Domingo : Ardwin, le Voleur de Voix (saison 2)
- Oldelaf : Tralalane (saison 2)
- Christophe Lemoine : Kamaroti, Wa Wabbit (saison 2)
- Rémi Caillebot : le roi de Brakmar (saisons 2 et 4)
- Olivier Thulliez : Pandallica (saison 2)
- Azad Lusbaronian : Grand Corps Petit (saison 2)
- Loïc Houdré : Félinor (saison 2)
- Martial Le Minoux : Cassis (saison 2)
- Camille Donda : Alia (saison 2)
- Claire Baradat : des opératrices du prince Adale (saison 2)
- Dorothée Pousséo : Shinonome (saison 2)
- Cyrille Monge : Dark Vlad (saison 3)
- Marie Facundo : Aurora (saisons 3 et 4), Kali (saison 4)
- Patrick Béthune : Ashdur (saison 3)
- Jean-François Vlérick : Sipho (ES, saisons 3 et 4)
- Christian Pélissier : Niléza (ES)
- François Siener puis Xavier Fagnon : Luis (ES et saison 4)
- Jérémie Covillault : Bouillon (saison 4)
- Maïk Darah : Astra, l'une des deux reines de Bonta (saison 4)
- Michel Vigné : Lance Dur (saison 4)
- Augustin Jacob : Maître Osamodas (saison 4)

## Fiche technique
- Titre original : Wakfu
- Création : Anthony Roux
- Réalisation : Olivier Güss Thulliez (saisons 1 et 2), Fabrice Nzinzi (saison 3), Alexandre Ulmann (saison 4)
- Scénario : Olivier Vannelle, Olivier Thulliez, Anne-Charlotte Roux, Thomas Astruc, Julien Magnat, Romain Van Liemt, Laurent Bramardi, Anthony Roux
- Musique : Laurent Juillet, Guillaume Houze
- Production : Anthony Roux, Emmanuel Franck, Emmanuel Daras
- Sociétés de production : Ankama, France Télévisions,
- Société(s) de distribution : France Télévisions
- Pays d'origine :  France
- Langue originale : Français
- Format : Couleur - 480i (2008-2010), - HD
- Genre : Animation, action, aventures
- Durée : 22-25 minutes (saisons 1 à 4) et 44-45 minutes (spéciaux)
- Public : Préadolescents, adolescents, adultes
  -  France : déconseillé aux moins de 12 ans / aux moins de 10 ans
  -  Brésil : déconseillé aux moins de 10 ans
  -  Finlande : déconseillé aux moins de 13 ans
  -  Allemagne : déconseillé aux moins de 12 ans
  -  Nouvelle-Zélande : déconseillé aux moins de 10 ans
  -  Philippines : déconseillé aux moins de 10 ans
  -  Russie : adultes
  -  Singapour : déconseillé aux moins de 10 ans
  -  Corée du Sud : adultes
  -  Espagne : déconseillé aux moins de 13 ans
  -  Royaume-Uni : déconseillé aux moins de 10 ans / moins de 12 ans
  -  États-Unis : tous publics

## Programmation
La série est diffusée en France sur France 3 et France 4 tout d'abord dans l'émission matinale jeunesse Toowam puis dans Ludo. L'épisode spécial Noximilien l'horloger a été diffusé sur France 4, le samedi 5 juin 2010 à 20h.
En France, la saison 1 a été diffusée sur Cartoon Network à partir de janvier 2013 et la saison 2 janvier 2014. La première saison de Wakfu est diffusée sur Boing depuis juillet 2015.
Les deux premières saisons de la série ont été rediffusées depuis janvier 2018 sur Game One.
Elle entre dans le catalogue du service de streaming Anime Digital Network en janvier 2020. ADN et Netflix possède les droits des trois premières saisons.
En 2024, France.tv et Okoo diffuse le spécial Oropo et la saison 4 en France.

### Diffusion internationale
Wakfu a été diffusée sur la chaîne allemande RTL2 dès l'été 2010. Cartoon Network (Italie) a commencé la diffusion en février 2011. La saison 1 est passée en Espagne d'avril à octobre 2011. Durant la London MCM Expo, les deux premiers épisodes ont été diffusés pour la première fois en anglais. Une version doublée en anglais est sortie à la suite d'un financement participatif, diffusée sur Netflix depuis septembre 2014.
Un accord entre Ankama et Cartoon Network a été signé pour une diffusion des deux saisons de la série Wakfu (52 × 26 min) dans plusieurs pays d'Europe[source insuffisante]. À la suite de ce succès, des chaînes dans le monde achètent des droits :
- En Espagne, le début de la diffusion de la saison 1 est prévu sur Boing en septembre 2012 et celui de la saison 2 en mars 2013, toujours sur Boing.
- En Italie, la saison 1 est programmée sur BOING à partir du 11 juin (et ce jusqu’en septembre 2012). La saison 2 sera quant à elle diffusée à partir d’octobre 2012.
- Au Portugal, les deux saisons de la série ont été diffusées dans Sic K, à partir juillet 2012 avec la première saison, suivi de peu par la seconde.
- Au Japon, dès le 23 juillet 2017 sur Disney XD[14][source insuffisante],[15].

En mi-2016, Wakfu est diffusé dans 150 pays au total.
En 2024, Ankama possède les droits de la saison 4 pour tous les pays sauf la France. Les épisodes sont disponibles sur le logiciel de lancement des jeux Ankama.

## Personnages

### Personnages principaux
- Yugo (Voix française : Fanny Bloc et Valentin Vincent)

Âgé de 12 ans, Yugo est le principal protagoniste de la série. Il a été confié à sa naissance par un Dragon du nom de Grougaloragran, à son père adoptif Alibert. Le destin de Yugo bascule lorsqu'il découvre qu'il est capable d'ouvrir des portails de téléportation magiques. Alibert lui révèle alors ce qu’il sait de son peuple et de sa véritable nature, informations qu'il gardait secrètes dans l'attente de ce jour précis.
- Amalia Sheran Sharm (Voix française : Adeline Chetail)

Âgée de 13 ans, Amalia est la princesse du royaume Sadida ; elle s'ennuie profondément dans son palais. Elle contrôle la végétation comme personne.
- Tristepin de Percedal (Voix française : Thomas Guitard)

Âgé de 16 ans, Tristepin est un Iop, un guerrier combattant à l'épée et aux poings. Il est aussi Chevalier de l’Ordre des Gardiens de Shushu (démons enfermés dans des objets-prisons). Il doit faire en sorte que son Shushu, Rubilax, qui est scellé dans son épée, n’en sorte pas. Toutefois, le démon est déjà parvenu à quitter sa prison, par sa propre volonté ou celle de Tristepin, et en a profité pour posséder le corps du jeune Iop (ce qui augmente considérablement les capacités physiques de ce dernier).
- Evangelyne (Voix française : Geneviève Doang)

Âgée de 17 ans, Evangelyne est une Crâ, une archère qui combat avec des flèches des quatre éléments. C’est la garde du corps officielle de la princesse Amalia. Le plus grand atout d’Evangelyne est son esprit de réflexion, associé à un grand sang-froid. Avec Yugo, elle est probablement la personne la plus réfléchie et la plus mature de la Confrérie.

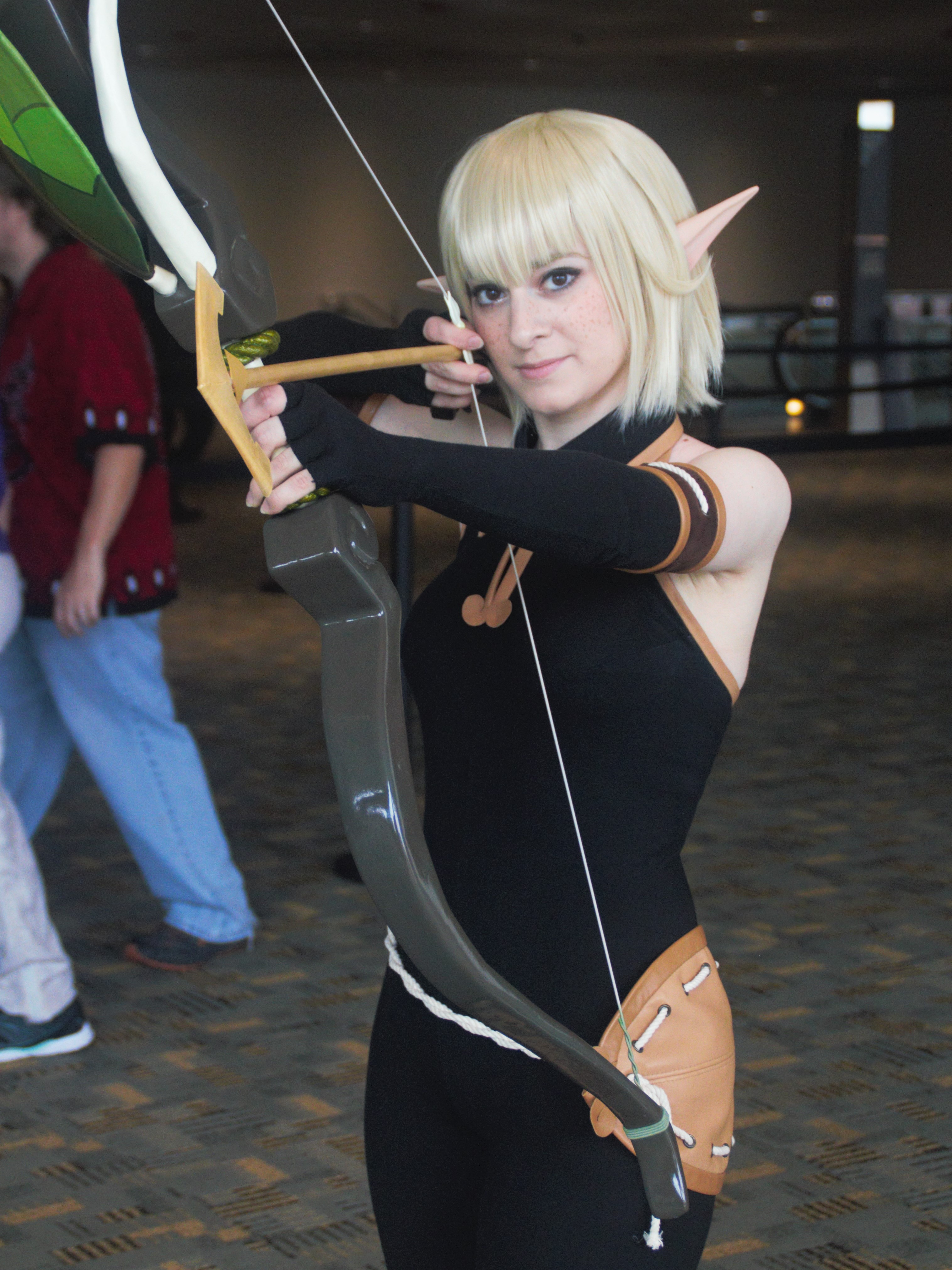
Cosplay d'Evangelyne.

- Ruel Stroud (Voix française : Patrick Béthune puis Xavier Fagnon)

Âgé de 211 ans, toujours prêt à arnaquer son prochain, il semblerait que dans l’équipe seul Yugo voie en Ruel un ami digne de confiance. C’est aussi une vieille connaissance d'Alibert, et il connaît donc Yugo depuis tout petit.
- Adamaï (Voix française : Dorothée Pousséo puis Jérémy Prévost)

Âgé de 12 ans, Adamaï est un Dragon Eliatrope. C’est le frère jumeau de Yugo, qui lui est un Eliatrope. Même s’ils ne sont pas de la même race, ils sont issus du même Dofus (œuf de Dragon). Yugo le rencontre pour la première fois sur l'île d'Oma.

## Réception

### Audiences
Pendant les congés scolaires de Toussaint 2008 sur France 3, à l'occasion de la diffusion de ses deux premiers épisodes, Wakfu a attiré 13,6 % du public présent devant la télévision, avec 17 % sur les 15/24 ans.
Toujours diffusée sur France 3, Wakfu a obtenu 1 million de téléspectateurs en moyenne par épisode avec notamment 1 200 000 téléspectateurs pour le neuvième épisode de la saison 1. La série obtient des parts d'audience de 20 % sur les téléspectateurs de 4 ans et plus, 27 % sur les 4–10 ans et 28 % sur les 11–14 ans.
La saison 3, diffusée en septembre 2017 sur France 4, attire en moyenne 310 000 spectateurs par épisode (dont 11,1 % de part de marché chez les 4-11 ans et 17,9% chez les 11-14), avec une montée des nombres au fur et à mesure de la diffusion. Quant à elle, les rediffusions numériques atteignent un total de 1,3 million de vues.
Pour la saison 4, France TV et Okoo annonce plus d'un million de vues pour les 4 premiers épisodes après quatorze jours en France. Le meilleur départ de la plateforme dans la catégorie animation.

## Récompenses
La saison 2 de Wakfu reçoit le prix de la meilleure série d'animation le 16 mars 2012 dans le cadre de l'Anime et Manga Grand Prix 2012. Ce prix est décerné en fonction du vote des lecteurs d'Animeland, le premier magazine français de l'anime et du manga. Wakfu avait déjà obtenu cette reconnaissance pour la saison 1. Cette récompense confirme l'enthousiasme du public et des fans d'animation pour la première série d'Ankama.

## Produits dérivés

### DVD
| Saison   | Épisodes                                                 | Support | Sortie           | Commentaires |
| -------- | -------------------------------------------------------- | ------- | ---------------- | ------------ |
| 1        | 13                                                       | 2 DVD   | 2 juin 2010      | Volume 1     |
| 1        | 13                                                       | 3 DVD   | 8 septembre 2010 | Volume 2     |
| 1        | 26                                                       | 5 DVD   | 15 décembre 2010 | Intégrale    |
| 2        | 13 + Maxi-Mini                                           | 3 DVD   | 28 novembre 2011 | Volume 1     |
| 2        | 13                                                       | 3 DVD   | 4 avril 2012     | Volume 2     |
| 2        | 26                                                       | 6 DVD   | 5 novembre 2012  | Intégrale    |
| Spéciaux | 3                                                        | 1 DVD   | 15 octobre 2014  | Intégrale    |
| 3        | 13                                                       | 2 DVD   | 4 juillet 2018   | Intégrale    |
| Toutes   | 42 + Ogrest la légende, Noximlien l'horloger, Mini Wakfu | 12 DVD  | 16 octobre 2019  | Intégrale    |

### Film d'animation
Un film nommé Wakfu, le film était en cours de production et devait sortir courant 2014, bien qu'en mars 2016, on ne sache toujours pas ce qu'il en est. En 2012, selon Anthony Roux, réalisateur de la série, tout dépendrait de la saison 3 : si elle existait, le film passerait après. La troisième saison étant programmé pour fin 2017, le film ne sera donc pas pour maintenant. En 2008 venait le même raisonnement : soit des épisodes spéciaux, soit un film.

### Livres

#### Artbooks
- Dix artbooks au format horizontal sont publiés à propos de la saison 1[33] et un sur la saison 3[34].

#### Bandes dessinées
- Wakfu Heroes (8 tomes) : Racontent les aventures de personnages secondaires apparus dans la série : le Corbeau Noir, Percimol, Elaine et Encre-Noire, et le Chevalier Justice[33],[35],[36] ;
- Wakfu : différentes histoires en bandes dessinées qui racontent ce qui s'est passe entre les épisodes 13 et 14[36],[37].

Une adaptation du premier épisode L'Enfant des brumes est publiée en 2010 dans le magazine officiel de la série, Mini-Wakfu Mag,.

#### Manfras
- Wakfu (5 tomes) : Raconte la suite des aventures de la Confrérie du Tofu quelques mois après la fin de la saison 2[33].

#### Romans
- Wakfu (9 tomes) : Racontent ce qui s'est passé entre l'épisode 13 et l'épisode 14 de la saison 1.

### Jeux vidéo
- éléments dans Wakfu (PC/Mac/Linux, MMORPG)
- 2009-2014 : Wakfu : Les Gardiens (Navigateur Web)
- 2018 : Wakfu : La Confrérie (jeu mobile d'arcade)
- 2023 : One More Gate: A Wakfu Legend (PC/Mac, roguelite de deck-building)

Waven reprend aussi certains éléments présents dans la saison 4 de Wakfu.

### Produits dérivés
L'univers de la série a été décliné sous forme de nombreuses figurines à l'effigie des personnages de la série, certaines produites par Bandai.
Il y a notamment le jeu de plateau Krosmaster réunissant les mondes de Wakfu et Dofus. Les figurines, obtenues pour la plupart dans des blindbox (boîte dont le contenu est inconnu), sont vendues avec un code leur permettant d'être également jouées sur une version online du jeu.
Il existe des jouets dérivés tels que d'autres figurines, des costumes ou encore le jeu de société Wakfu, le jeu d'aventure, créé par Sébastion Dupuis d'après Tot en 2011 et édité par Ankama Products et Atomic Mix.
Les affaires scolaires sont également une source de produits dérivés : ainsi ont été créés, pour différentes années scolaires, des classeurs, des agendas, des cartables, etc. à l'effigie de Tristepin ou de Yugo.

### Série spin-off
En 2025, le studio sort la série Bestiale dérivée.